# Dreizehen-Aalmolch
Der Dreizehen-Aalmolch (Amphiuma tridactylum) ist eine Art der Aalmolche (Amphiumidae). Er kann eine maximale Körperlänge von über einem Meter erreichen und ist vom Mississippi-Graben nordwärts bis zur Südgrenze von Illinois und Texas verbreitet.

## Merkmale
Der Dreizehen-Aalmolch erreicht wie der Zweizehen-Aalmolch (A. means) eine durchschnittliche Körperlänge von etwa 35 bis 76 Zentimetern, wobei auch Rekordlängen bis 1,06 Meter belegt sind. Der Molch ist langgezogen und besitzt keine Hinterbeine; seine kleinen Vorderbeine sind mit jeweils drei Zehen ausgestattet, wodurch das Tier seinen Namen erhielt und auch von den anderen Arten der Familie abgegrenzt werden kann. Die Körperfärbung ist grauschwarz bis braun, wobei die Bauchseite etwas heller ist.

## Verbreitung
Seine Heimat erstreckt sich vom Mississippi-Graben nordwärts bis zur Südgrenze von Illinois und westwärts bis ins östliche Texas. Das Verbreitungsgebiet umfasst alle Arten von Gewässern von kleinen und größeren Teichen und Überschwemmungswiesen über Sümpfe und Seen bis hin zu langsam fließenden Flüssen.

## Lebensweise
Dreizehen-Aalmolche leben fast ausschließlich aquatisch und kommen nur bei sehr nassem Wetter im Bereich von Sümpfen und Überschwemmungsflächen an Land. Sie verstecken sich häufig im Schlamm oder unter Detritus und warten auf vorbeischwimmende Beutetiere wie Insekten, Amphibien, Krebse, Schlangen oder kleinere Fische.